# Burián Katalin
Burián Katalin (Budapest, 1995. január 17. –) Európa-bajnoki bronzérmes magyar úszó.

## Pályafutása
2001-ben, hatéves korában kezdett el úszni Virth Balázs és Széles Sándor edzők vezetése mellett A Jövő SC-ben, akikkel együtt 2012-ben az Újpesti TE-hez került. 2014-ben már a kecskeméti Bácsvíz KVSC-nél úszott, ahol edzője Törös Károly volt. A 2016-os riói olimpiára nem sikerült kijutnia annak ellenére, hogy az olimpiai szintidőt megúszta. 2016-tól az Egri Úszó Klub versenyzője, edzője Plagányi Zsolt.
2014 és 2017 között 14 érmet nyert az 50 méteres medencében rendezett, felnőtt, országos úszóbajnokságokon. A 2015-ös úszó-világbajnokságon Kazanyban 200 méteres hátúszásban 24. helyen végzett. A 2016-os úszó-Európa-bajnokságon Londonban 200 méteres hátúszásban a negyedik lett.
A 2017-es budapesti világbajnokságon 200 méteres hátúszásban a 10. helyen zárt. Az új országos csúcsot úszó 4 × 100 méteres vegyes váltóval 10. lett.
A 2017-es koppenhágai rövid pályás Európa-bajnokságon 200 méteres hátúszásban 5. helyezést ért el. A 2018-as úszó-Európa-bajnokságon 100 méteres hátúszásban 7. helyen végzett, a 200 méteres távon pedig harmadik lett és bronzérmet szerzett.
A kvangdzsui 2019-es úszó-világbajnokságon 23. lett 100 méteres hátúszásban. 200 méteres hátúszásban döntőbe jutott, ott a 7. helyen ért célba.
2021 májusában a Budapesten rendezett Európa-bajnokságon újból bronzérmes lett 200 méteres hátúszásban. A tokiói olimpián 100 méteres hátúszásban nem jutott a döntőbe, összesítésben 18. lett. 200 méteres hátúszásban a 10. helyen zárt.
Az olimpia után Grátz Benjámin vette át az edzési irányítását. A novemberi rövid pályás Európa-bajnokságon pozitív koronavírus tesztet produkált, emiatt pedig végül nem állhatott rajtkőre a versenyen.
2022 februárjában a Ferencvároshoz igazolt. 2022 szeptemberében nyilvánosságra hozta, hogy 2021-ben, két hónappal az olimpia előtt egy miómát találtak a szervezetében, amit az ötkarikás játékok után megoperáltak.

## Magyar bajnokság
| 50 méteres medence     | 2007 | 2008 | 2009 | 2010 | 2011 | 2012 | 2013 | 2014 | 2015 | 2016 | 2017 | 2018 | 2019 | 2020 | 2021 | 2022 | 2023 | 2024 |
| ---------------------- | ---- | ---- | ---- | ---- | ---- | ---- | ---- | ---- | ---- | ---- | ---- | ---- | ---- | ---- | ---- | ---- | ---- | ---- |
| 50 m hát               |      |      |      |      |      |      | 5.   | 5.   | 5.   | 2.   | 3.   | 1.   | 1.   | 1.   | 1.   | 4.   | 5.   | 2.   |
| 100 m hát              |      |      |      |      | 8.   | 7.   | 4.   | 4.   | 3.   | 2.   | 2.   | 1.   | 1.   | 2.   | 1.   | 2.   | 5.   | 3.   |
| 200 m hát              | 6.   | 7.   |      |      | 3.   | 2.   | 4.   | 2.   | 2.   | 2.   | 1.   | 1.   | 1.   | 1.   | 1.   | 1.   | 2.   | 3.   |
| 100 m pillangó         |      |      |      |      | 3.   | 8.   |      |      | 7.   |      |      |      |      |      |      |      |      |      |
| 200 m pillangó         |      |      | 7.   |      |      |      |      |      |      |      |      |      |      |      |      |      |      |      |
| 4 × 100 m gyors        |      |      |      |      |      |      |      |      |      |      | 5.   | 8.   |      |      |      |      |      |      |
| 4 × 200 m gyors        |      |      |      |      |      |      |      |      |      |      |      | 2.   |      |      |      | 8.   | 2.   |      |
| 4 × 100 m vegyes       |      |      |      |      |      |      |      | 1.   |      | 3.   | 5.   | 2.   | 3.   | 5.   | 3.   |      |      | 3.   |
| 4 × 100 m gyors (mix)  |      |      |      |      |      |      |      |      | 6.   |      |      |      |      |      |      |      |      |      |
| 4 × 100 m vegyes (mix) |      |      |      |      |      |      |      |      | 3.   | 1.   | 3.   |      |      |      |      | 4.   | 3.   |      |

2010-ben nem jutott döntőbe.

## Családja
Testvére Burián Gergely válogatott vízilabdázó.